# Championnat d'Irlande de football 2015
Navigation
Édition précédente Édition suivante
La saison 2015 du Championnat d'Irlande de football est la 95e saison du championnat, la huitième dans sa nouvelle formule. Ce championnat se compose de deux divisions, la Premier Division, le plus haut niveau, la First Division, l’équivalent d’une deuxième division. Le Dundalk Football Club est le tenant du titre après leur succès acquis en 2014.
Après avoir dominé toute la saison, Dundalk Football Club conserve son titre de champion. En First Division, c'est le Wexford Youths Football Club qui l'emporte pour la toute première fois et accède ainsi à l'élite irlandaise.
Drogheda United est relégué au terme du championnat. Limerick FC et Finn Harps disputent le barrage de relégation/promotion. Finn Harps remporte le barrage et se qualifie pour la Premier division.

## Les changements depuis la saison précédente

### Promotions et relégations
Le Longford Town Football Club qui a remporté le championnat de First Division intègre l’élite du football irlandais. Le club du centre de l’Irlande rejoint la Premier Division après l’avoir quittée en 2007.
Le Galway Football Club l’accompagne dans l’élite après avoir vaincu le University College Dublin Association Football Club lors des barrages. Le club de Galway change de nom pour l’occasion et se renomme en Galway United et reprend l’appellation du club qui existait avant 2011.
La First Division accueille en son sein les deux équipes reléguées au terme de la saison 2014, Athlone Town Football Club qui a terminé à la dernière place de la Premier Division et UC Dublin qui a échoué lors des barrages. La huitième équipe n’était pas encore confirmée. L’équipe B des Shamrock Rovers n’avait en effet qu’une licence d’une année et la reconduction de celle-ci, n’avait pas été encore actée à la fin décembre 2014.
Le 28 janvier 2015, soit moins de cinq semaines avant le début de la compétition, la FAI annonce l'admission du Cabinteely Football Club au sein de la First Division. C'est la toute première fois que ce club apparait en championnat national irlandais.

### Organisation
Le championnat s'organise sur deux divisions avec un système de promotion et relégation entre les deux niveaux. Mais c'est en même temps un championnat fermé puisque sauf grande difficulté économique les équipes participantes sont assurées de se maintenir au sein de ces deux divisions professionnelles. L'accession au championnat d'Irlande se fait sur décision de la fédération irlandaise et acceptation de la totalité des équipes déjà membres. Le plus haut niveau, rassemblant les douze meilleures équipes, est la Premier Division. Le deuxième niveau, composé de huit équipes, se nomme First Division.

#### Premier Division
La Premier Division se dispute selon le système d'une poule où toutes les équipes rencontrent trois fois leurs adversaires. Lors de la première partie de la saison, les équipes disputent deux rencontrent une fois à domicile, une fois à l'extérieur. La troisième rencontre est tirée au sort et se jouera donc aléatoirement soit à domicile, soit à l'extérieur. Chaque équipe dispute donc 33 matchs de championnat dans la saison. Le dernier de la division est automatiquement relégué en First Division. L'équipe classée onzième rencontre le vainqueur du barrage de First Division dans un barrage d'accession/relégation.

#### First Division
La First Division se dispute selon le système d'une poule où toutes les équipes rencontrent quatre fois leurs adversaires, deux fois à domicile et deux fois à l'extérieur. Chaque équipe dispute donc 28 matchs de championnat dans la saison. Les premiers matchs sont programmés pour les 8 et 9 mars 2013.
La première équipe au classement au terme de la saison accède directement à la Premier Division. Les deux équipes disputent un match de barrage pour déterminer celle qui affrontera le 11e de la Premier Division dans un barrage d'accession/relégation.

## Les 20 clubs participants
| \| Dublin: · Premier Div.: · Bohemian · Shamrock Rov. · St Pat's · First Div.: · Shelbourne FC · UCD · Cabinteely FC Drogheda United Dublin Dundalk FC Sligo Rovers Bray Wanderers Derry City FC Cork City FC Galway FC Limerick FC Longford Town Athlone Town Cobh Ramblers FC Finn Harps Waterford United Wexford Youths FC \| Localisation des clubs engagés dans le championnat. |
| Dublin: · Premier Div.: · Bohemian · Shamrock Rov. · St Pat's · First Div.: · Shelbourne FC · UCD · Cabinteely FC Drogheda United Dublin Dundalk FC Sligo Rovers Bray Wanderers Derry City FC Cork City FC Galway FC Limerick FC Longford Town Athlone Town Cobh Ramblers FC Finn Harps Waterford United Wexford Youths FC                                                           |

Premier Division
| Équipe                                   | Ville    | Manager                                                             | Stade              | Capacité | Fondation |
| ---------------------------------------- | -------- | ------------------------------------------------------------------- | ------------------ | -------- | --------- |
| Bohemian Football Club                   | Dublin   | Keith Long                                                          | Dalymount Park     | 7 955    | 1890      |
| Bray Wanderers Association Football Club | Bray     | Alan Mathews Marciej Tarnogrodzki (intérim) Trevor Croly Mick Cooke | Carlisle Grounds   | 3 250    | 1942      |
| Cork City Football Club                  | Cork     | John Caulfield                                                      | Turners Cross      | 7 485    | 1984      |
| Derry City Football Club                 | Derry    | Peter Hutton Paul Hegarty                                           | Brandywell Stadium | 8 200    | 1928      |
| Drogheda United Football Club            | Drogheda | John McDonnell Mark Kinsella                                        | United Park        | 2 000    | 1975      |
| Dundalk Football Club                    | Dundalk  | Stephen Kenny                                                       | Oriel Park         | 6 000    | 1903      |
| Galway Football Club                     | Galway   | Tommy Dunne                                                         | Eamonn Deacy Park  | 5 000    | 2013      |
| Limerick Football Club                   | Limerick | Martin Russell                                                      | Markets Field      | 3 000    | 2007      |
| Longford Town Football Club              | Longford | Tony Cousins                                                        | Flancare Park      | 6 850    | 1924      |
| Shamrock Rovers Football Club            | Dublin   | Pat Fenlon                                                          | Tallaght Stadium   | 5 700    | 1901      |
| Sligo Rovers Football Club               | Sligo    | Owen Heary                                                          | The Showgrounds    | 5 500    | 1928      |
| St. Patrick's Athletic Football Club     | Dublin   | Liam Buckley                                                        | Richmond Park      | 5 340    | 1929      |

First Division
| Équipe                                              | Ville      | Manager                     | Stade               | Capacité | Fondation |
| --------------------------------------------------- | ---------- | --------------------------- | ------------------- | -------- | --------- |
| Athlone Town Football Club                          | Athlone    | Eddie Wallace Alan Mathews  | Lissywoolen Stadium | 5 000    | 1887      |
| Cabinteely Football Club                            | Dublin     | Eddie Gormley               | Stradbrook          | 1 000    | 1967      |
| Cobh Ramblers Football Club                         | Cobh       | Martin Cambridge            | St. Colman's Park   | 5 000    | 1922      |
| Finn Harps Football Club                            | Ballybofey | Ollie Horgan                | Finn Park           | 6 000    | 1954      |
| Shelbourne Football Club                            | Dublin     | Kevin Doherty               | Tolka Park          | 9 680    | 1895      |
| University College Dublin Association Football Club | Dublin     | Aaron Callaghan             | UCD Bowl            | 3 000    | 1895      |
| Waterford United Football Club                      | Waterford  | Tommy Griffin Roddy Collins | RSC                 | 3 100    | 1930      |
| Wexford Youths Football Club                        | Crossabeg  | Shane Keegan                | Ferrycarraig Park   | 2 500    | 2007      |

## Premier Division

### La pré-saison
Toutes les équipes disputent aussi des matchs amicaux et parmi ceux-ci certains sont prestigieux comme la rencontre du 21 février 2015 entre les Shamrock Rovers et le club américain du  Galaxy de Los Angeles 
les clubs de premier Division recrutent de manière assez ambitieuse. Plusieurs internationaux irlandais reviennent au pays suivant l'exemple de Keith Fahey en 2014. C'est ainsi que Cork recrute Liam Miller et Alan Bennett. 
Une autre tendance se manifeste de manière nouvelle. Certains clubs recrutent aussi des internationaux européens comme Sander Puri, international estonien, ou Morten Nielsen, international danois des moins de 19 ans, engagés par Sligo Rovers. 
Les clubs irlandais sont toujours régulièrement la cible des clubs professionnels anglais ou écossais. Les champions en titre voient leur meilleur buteur Patrick Hogan filer à Oxford United. Leur dauphin, Cork, perdent en six mois leurs deux principaux espoirs avec, après Brian Lenihan parti pendant l'été, le départ pendant l'inter-saison de Gearoid Morrissey pour Cambridge United. Une des stars du championnat, Rory Patterson a rompu son contrat avec Derry City FC.
Une semaine avant l'ouverture du championnat, Dundalk remporte la Président's Cup en battant St. Pat's sur le score de 2 buts à 1.

### Les moments forts de la saison
Dès la cinquième journée on note le premier changement d'entraineur. L'entraineur de Bray démissionne après cinq défaites en autant de matchs.
Au premier tiers du championnat, soit onze matchs disputés, de grandes tendances commencent à se manifester. Cinq équipes composent le groupe de tête. Seules deux sont encore invaincues, Dundalk le champion en titre qui est le principal candidat à sa succession et son dauphin les Shamrock Rovers.
Ce groupe de cinq devance très nettement les sept autres équipes dont certaines comme Bray et Limerick sont déjà en danger et lutteront toute la saison pour ne pas descendre en First Division.
Le 14 juillet, le Shamrock Rovers signent un transfert retentissant avec l'arrivée pour un an et demi de l'international Damien Duff
Au terme du deuxième tiers, soit 22 matchs disputés, Dundalk fait figure de grand favori à sa propre succession. Seuls trois clubs peuvent prétendre à empêcher ce doublé, Cork qui se maintient à la deuxième place, St. Pat's qui monte en puissance et qui a doublé son rival dublinois pour la troisième place et les Shamrock Rovers qui restent à l'affut. Limerick a remporté sa première victoire lors de la 22e journée mais a toutes les difficultés du monde à être au niveau de ses adversaires. La déroute de l'année est à mettre au compte de Sligo qui lutait depuis cinq ans pour le titre et qui là doit maintenant veiller à ne pas descendre en division inférieure.
À trois journées de la fin du championnat Dundalk valide un deuxième titre consécutif en obtenant un match nul 1-1 sur le terrain du troisième, les Shamrock Rovers.
Lors de la dernière journée du championnat, le Limerick FC qui avait passé l'ensemble de la compétition à la dernière place sauve, temporairement, sa tête en l'emportant sur le terrain de Sligo. Cette victoire condamne dans le même temps Drogheda United à la relégation directe en First Division. Pour rester en Premier division, Limerick doit disputer les barrages contre Finn Harps, vainqueur des barrages de la First Division.

### Classement
| Rang | Équipe                       | Pts | J  | G  | N  | P  | Bp | Bc | Diff |
| ---- | ---------------------------- | --- | -- | -- | -- | -- | -- | -- | ---- |
| 1    | Dundalk FC T C               | 78  | 33 | 23 | 9  | 1  | 78 | 23 | +55  |
| 2    | Cork City FC                 | 67  | 33 | 19 | 10 | 4  | 57 | 25 | +32  |
| 3    | Shamrock Rovers FC           | 65  | 33 | 18 | 11 | 4  | 56 | 27 | +29  |
| 4    | St. Patrick's Athletic FC CL | 58  | 33 | 18 | 4  | 11 | 52 | 34 | +18  |
| 5    | Bohemian FC                  | 53  | 33 | 15 | 8  | 10 | 49 | 42 | +7   |
| 6    | Longford Town P              | 39  | 33 | 10 | 9  | 14 | 41 | 53 | -12  |
| 7    | Derry City FC                | 35  | 33 | 9  | 8  | 16 | 32 | 42 | -10  |
| 8    | Bray Wanderers               | 33  | 33 | 9  | 6  | 18 | 27 | 51 | -24  |
| 9    | Sligo Rovers                 | 31  | 33 | 7  | 10 | 16 | 39 | 55 | -16  |
| 10   | Galway Football Club P       | 31  | 33 | 9  | 4  | 20 | 39 | 61 | -22  |
| 11   | Limerick FC                  | 29  | 33 | 7  | 8  | 18 | 46 | 73 | -27  |
| 12   | Drogheda United              | 28  | 33 | 7  | 7  | 19 | 32 | 62 | -30  |

| Légende : Qualifications et relégations | Légende : Qualifications et relégations                                                                            |
| --------------------------------------- | --- |
|                                         | Champion d'Irlande et Ligue des Champions 2016-2017, deuxième tour de qualification                                |
|                                         | Ligue Europa 2016-2017, premier tour de qualification                                                              |
|                                         | Barrage de relégation en deuxième division                                                                         |
|                                         | relégation en deuxième division                                                                                    |
|                                         | T : Tenant du titre P : Promu C : Vainqueur de la Coupe d'Irlande 2015 CL : Vainqueur de la Coupe de la Ligue 2015 |

### Résultats
| Résultats (▼dom., ►ext.)                                   | BOH | BRA | COR | DER | DRO | DUN | GAL | LIM | LON | SHA | SLI | PAT |
| Bohemian FC                                                |     | 0-0 | 1-1 | 4-2 | 0-1 | 0-3 | 1-0 | 2-1 | 2-0 | 3-1 | 1-0 | 0-1 |
| Bray Wanderers                                             | 0-1 |     | 0-1 | 1-0 | 0-1 | 0-1 | 0-5 | 4-0 | 0-1 | 0-3 | 1-0 | 1-0 |
| Cork City FC                                               | 4-0 | 1-0 |     | 3-0 | 4-1 | 1-2 | 2-0 | 5-0 | 3-0 | 0-0 | 3-2 | 3-1 |
| Derry City FC                                              | 1-2 | 0-0 | 0-2 |     | 3-0 | 0-1 | 0-2 | 0-0 | 3-0 | 0-0 | 1-1 | 0-3 |
| Drogheda United                                            | 0-1 | 4-2 | 1-2 | 1-1 |     | 1-2 | 2-0 | 1-1 | 0-3 | 0-1 | 3-2 | 0-2 |
| Dundalk FC                                                 | 1-2 | 8-1 | 1-1 | 1-0 | 1-0 |     | 3-0 | 6-2 | 1-0 | 2-0 | 3-0 | 3-0 |
| Galway FC                                                  | 5-3 | 0-1 | 1-3 | 1-2 | 1-0 | 2-4 |     | 3-2 | 1-2 | 1-2 | 0-1 | 1-4 |
| Limerick FC                                                | 0-3 | 0-1 | 0-1 | 0-2 | 1-2 | 1-1 | 2-4 |     | 2-2 | 1-1 | 3-2 | 1-2 |
| Longford Town                                              | 2-1 | 2-0 | 1-4 | 0-0 | 1-1 | 0-2 | 0-1 | 1-0 |     | 0-2 | 1-1 | 2-2 |
| Shamrock Rovers                                            | 0-0 | 1-0 | 0-0 | 4-1 | 1-0 | 2-2 | 3-0 | 4-1 | 3-2 |     | 5-1 | 1-0 |
| Sligo Rovers                                               | 0-0 | 1-3 | 1-1 | 1-1 | 2-0 | 1-1 | 1-1 | 1-1 | 3-2 | 1-2 |     | 0-3 |
| St. Patrick's Athletic FC                                  | 3-1 | 3-0 | 0-0 | 2-0 | 2-2 | 0-2 | 3-1 | 3-1 | 3-0 | 0-0 | 3-0 |     |
| - Victoire à domicile - Match nul - Victoire à l'extérieur |     |     |     |     |     |     |     |     |     |     |     |     |

| Résultats (▼dom., ►ext.)                                   | BOH | BRA | COR | DER | DRO | DUN | GAL | LIM | LON | SHA | SLI | PAT |
| Bohemian FC                                                |     |     | 0-1 |     |     | 2-2 | 3-0 |     | 1-1 |     |     | 2-0 |
| Bray Wanderers                                             | 3-1 |     | 0-0 |     | 1-0 |     | 1-1 | 2-2 |     | 2-2 |     |     |
| Cork City FC                                               |     |     |     | 0-0 |     | 2-2 | 1-0 | 2-3 | 2-3 |     |     |     |
| Derry City FC                                              | 2-3 | 3-1 |     |     | 0-2 | 0-2 |     |     |     | 1-0 |     |     |
| Drogheda United                                            | 2-2 |     | 1-1 |     |     |     |     | 1-4 | 0-3 |     | 0-4 |     |
| Dundalk FC                                                 |     | 4-0 |     |     | 6-0 |     | 0-0 |     | 0-0 |     | 2-2 | 4-1 |
| Galway FC                                                  |     |     |     | 0-4 | 1-1 |     |     | 1-3 | 4-2 |     | 2-1 | 0-1 |
| Limerick FC                                                | 4-3 |     |     | 0-2 |     | 1-3 |     |     | 3-3 | 0-2 |     | 3-1 |
| Longford Town                                              |     | 1-0 |     | 4-2 |     |     |     |     |     | 1-3 | 1-1 | 0-3 |
| Shamrock Rovers                                            | 1-1 |     | 3-0 |     |     | 1-1 | 2-0 | 5-3 |     |     |     | 0-2 |
| Sligo Rovers                                               | 0-2 | 3-2 | 0-2 | 1-0 |     |     |     | 2-3 |     | 1-1 |     |     |
| St. Patrick's Athletic FC                                  |     | 1-0 | 1-2 | 0-1 | 2-1 |     |     |     |     |     | 0-2 |     |
| - Victoire à domicile - Match nul - Victoire à l'extérieur |     |     |     |     |     |     |     |     |     |     |     |     |

### Évolution du classement
| Club                      | 1  | 2  | 3  | 4  | 5  | 6  | 7  | 8  | 9  | 10 | 11 | 12 | 13 | 14 | 15 | 16 | 17 | 18 | 19 | 20 | 21 | 22 | 23 | 24 | 25 | 26 | 27 | 28 | 29 | 30 | 31 | 32 | 33 |
| ------------------------- | -- | -- | -- | -- | -- | -- | -- | -- | -- | -- | -- | -- | -- | -- | -- | -- | -- | -- | -- | -- | -- | -- | -- | -- | -- | -- | -- | -- | -- | -- | -- | -- | -- |
| Dundalk FC                | 3  | 4  | 2  | 1  | 1  | 1  | 1  | 1  | 1  | 1  | 1  | 1  | 1  | 1  | 1  | 1  | 1  | 1  | 1  | 1  | 1  | 1  | 1  | 1  | 1  | 1  | 1  | 1  | 1  | 1  | 1  | 1  | 1  |
| Cork City FC              | 7  | 5  | 5  | 4  | 2  | 2  | 3  | 2  | 2  | 2  | 3  | 2  | 2  | 2  | 2  | 2  | 2  | 2  | 2  | 2  | 2  | 2  | 2  | 2  | 2  | 2  | 2  | 2  | 2  | 2  | 2  | 2  | 2  |
| St. Patrick's Athletic FC | 9  | 6  | 7  | 6  | 5  | 5  | 5  | 5  | 5  | 5  | 4  | 5  | 5  | 5  | 5  | 4  | 4  | 4  | 4  | 3  | 3  | 3  | 3  | 4  | 4  | 4  | 4  | 4  | 4  | 4  | 4  | 4  | 4  |
| Shamrock Rovers           | 3  | 2  | 3  | 2  | 3  | 3  | 4  | 3  | 3  | 3  | 2  | 3  | 3  | 3  | 3  | 3  | 3  | 3  | 3  | 4  | 4  | 4  | 4  | 3  | 3  | 3  | 3  | 3  | 3  | 3  | 3  | 3  | 3  |
| Sligo Rovers              | 6  | 8  | 9  | 10 | 10 | 12 | 10 | 10 | 10 | 10 | 9  | 10 | 9  | 10 | 10 | 10 | 10 | 11 | 11 | 11 | 11 | 11 | 11 | 11 | 11 | 9  | 11 | 11 | 10 | 10 | 10 | 10 | 9  |
| Limerick FC               | 12 | 12 | 11 | 11 | 11 | 11 | 12 | 12 | 12 | 12 | 12 | 12 | 12 | 12 | 12 | 12 | 12 | 12 | 12 | 12 | 12 | 12 | 12 | 12 | 12 | 12 | 12 | 12 | 12 | 12 | 12 | 12 | 11 |
| Bohemian FC               | 1  | 1  | 1  | 3  | 4  | 4  | 2  | 4  | 4  | 4  | 5  | 4  | 4  | 4  | 4  | 5  | 5  | 5  | 5  | 5  | 5  | 5  | 5  | 5  | 5  | 5  | 5  | 5  | 5  | 5  | 5  | 5  | 5  |
| Derry City FC             | 2  | 7  | 6  | 7  | 6  | 7  | 7  | 7  | 6  | 7  | 7  | 7  | 8  | 8  | 8  | 9  | 9  | 9  | 10 | 10 | 8  | 8  | 8  | 8  | 10 | 8  | 10 | 8  | 7  | 6  | 6  | 6  | 7  |
| Drogheda United           | 3  | 3  | 4  | 5  | 8  | 8  | 8  | 9  | 8  | 9  | 10 | 9  | 10 | 9  | 9  | 7  | 8  | 6  | 8  | 8  | 9  | 9  | 9  | 9  | 8  | 11 | 9  | 10 | 11 | 11 | 11 | 11 | 12 |
| Bray Wanderers            | 9  | 11 | 12 | 12 | 12 | 9  | 9  | 8  | 9  | 11 | 11 | 11 | 11 | 11 | 11 | 11 | 11 | 10 | 10 | 7  | 7  | 6  | 6  | 6  | 6  | 6  | 6  | 6  | 6  | 7  | 8  | 8  | 8  |
| Longford Town             | 9  | 10 | 10 | 7  | 7  | 6  | 6  | 6  | 7  | 6  | 6  | 6  | 7  | 6  | 6  | 6  | 6  | 7  | 6  | 6  | 6  | 7  | 7  | 7  | 7  | 7  | 7  | 7  | 8  | 8  | 7  | 6  | 6  |
| Galway FC                 | 8  | 9  | 8  | 9  | 9  | 10 | 11 | 11 | 11 | 8  | 8  | 8  | 6  | 7  | 7  | 8  | 7  | 8  | 7  | 8  | 10 | 10 | 10 | 10 | 9  | 10 | 8  | 9  | 9  | 9  | 9  | 9  | 10 |

### Meilleurs buteurs
Richie Towell est le meilleur buteur du championnat avec 25 réalisations en 33 matchs.
| Rang | Nom             | Équipe          | Buts |
| ---- | --------------- | --------------- | ---- |
| 1    | Richie Towell   | Dundalk         | 25   |
| 2    | Karl Sheppard   | Cork City       | 13   |
| 3    | Michael Drennan | Shamrock Rovers | 12   |
| .    | David McMillan  | Dundalk FC      | 12   |
| .    | Vinny Faherty   | Limerick FC     | 12   |
| .    | Jake Keegan     | Galway FC       | 12   |
| .    | Enda Curran     | Galway FC       | 12   |
| .    | Dinny Corcorran | Sligo Rovers    | 12   |
| 9    | Brandon Miele   | Cork City       | 11   |

## First Division
Wexford Youths Football Club remporte la compétition dès la 26e journée. Le club jouera donc la saison 2016 en Premier Division pour la toute première fois de son histoire. 
Finn Harps et UC Dublin se qualifient pour les barrages d'accession à la Premier Division

### Classement
| Rang | Équipe           | Pts | J  | G  | N | P  | Bp | Bc | Diff |
| ---- | ---------------- | --- | -- | -- | - | -- | -- | -- | ---- |
| 1    | Wexford Youths   | 61  | 28 | 20 | 1 | 7  | 63 | 32 | +31  |
| 2    | Finn Harps       | 55  | 28 | 16 | 7 | 5  | 42 | 23 | +19  |
| 3    | UCD R            | 49  | 28 | 14 | 7 | 7  | 51 | 26 | +25  |
| 4    | Shelbourne FC    | 45  | 28 | 13 | 6 | 9  | 37 | 34 | +3   |
| 5    | Athlone Town R   | 33  | 28 | 9  | 6 | 13 | 36 | 42 | -6   |
| 6    | Cobh Ramblers FC | 30  | 28 | 8  | 6 | 14 | 27 | 45 | -18  |
| 7    | Cabinteely FC N  | 21  | 28 | 5  | 6 | 17 | 25 | 51 | -26  |
| 8    | Waterford United | 20  | 28 | 5  | 5 | 18 | 22 | 50 | -28  |

| Légende : Qualifications et relégations | Légende : Qualifications et relégations           |
| --------------------------------------- | ------------------------------------------------- |
|                                         | Monte en Premier Division                         |
|                                         | Barrages pour l'accession en Premier Division     |
|                                         | R : Reléguée de Premier Division N : Nouveau club |

### Résultats
| Résultats (▼dom., ►ext.)                                   | ATH | CAB | COB | FIN | SHE | UCD | WAT | WEX |
| Athlone Town                                               |     | 2-2 | 4-0 | 1-0 | 2-3 | 1-1 | 1-0 | 0-1 |
| Cabinteely FC                                              | 2-0 |     | 2-2 | 1-1 | 0-1 | 0-2 | 1-0 | 1-0 |
| Cobh Ramblers FC                                           | 1-0 | 1-0 |     | 2-3 | 1-0 | 0-3 | 1-0 | 1-4 |
| Finn Harps                                                 | 1-0 | 2-0 | 2-0 |     | 1-0 | 2-2 | 3-2 | 1-3 |
| Shelbourne FC                                              | 1-3 | 1-0 | 1-1 | 0-0 |     | 0-2 | 1-0 | 2-4 |
| UC Dublin                                                  | 1-2 | 6-1 | 1-1 | 2-2 | 0-1 |     | 3-0 | 4-1 |
| Waterford United                                           | 1-1 | 3-1 | 1-1 | 0-2 | 2-2 | 0-0 |     | 1-4 |
| Wexford Youths                                             | 2-0 | 7-0 | 1-0 | 0-1 | 2-3 | 1-0 | 1-2 |     |
| - Victoire à domicile - Match nul - Victoire à l'extérieur |     |     |     |     |     |     |     |     |

| Résultats (▼dom., ►ext.)                                   | ATH | CAB | COB | FIN | SHE | UCD | WAT | WEX |
| Athlone Town                                               |     | 0-1 | 1-4 | 1-1 | 2-1 | 2-2 | 3-4 | 3-1 |
| Cabinteely FC                                              | 1-3 |     | 1-0 | 2-3 | 0-1 | 1-3 | 1-1 | 2-3 |
| Cobh Ramblers FC                                           | 2-1 | 2-1 |     | 0-1 | 2-2 | 1-1 | 0-2 | 0-3 |
| Finn Harps                                                 | 0-0 | 1-0 | 2-0 |     | 1-0 | 3-0 | 0-0 | 4-1 |
| Shelbourne FC                                              | 3-1 | 0-0 | 2-0 | 3-2 |     | 2-1 | 3-0 | 0-0 |
| UC Dublin                                                  | 3-1 | 1-0 | 3-0 | 1-0 | 2-1 |     | 5-1 | 1-2 |
| Waterford United                                           | 0-1 | 1-0 | 1-3 | 0-3 | 1-2 | 0-1 |     | 2-3 |
| Wexford Youths                                             | 3-0 | 3-2 | 2-1 | 2-0 | 4-1 | 1-0 | 4-0 |     |
| - Victoire à domicile - Match nul - Victoire à l'extérieur |     |     |     |     |     |     |     |     |

## Matchs de barrage
Le premier tour des barrages oppose le deuxième au troisième de First League. Le vainqueur pourra ensuite défier l'équipe ayant terminé à la 11e place de la Premier League pour l'accession dans l'élite. 

### Premier tour
| Premier tour, match aller | UC Dublin | 0-1   | Finn Harps | The UCD Bowl                               |                                            |
| 23 octobre 2015           |           | (0-1) | Coll 1re   | Spectateurs : 479 Arbitrage : Ben Connolly | Spectateurs : 479 Arbitrage : Ben Connolly |
| 23 octobre 2015           | Rapport   |       |            | Spectateurs : 479 Arbitrage : Ben Connolly | Spectateurs : 479 Arbitrage : Ben Connolly |

| Premier tour, match retour | Finn Harps             | 2-1   | UC Dublin | Finn Park                                    |                                              |
| 30 octobre 2015            | Boyle 76e · Mailey 89e | (0-0) | Doyle 60e | Spectateurs : 2 013 Arbitrage : Ray Matthews | Spectateurs : 2 013 Arbitrage : Ray Matthews |

### Barrage de promotion/relégation
| Barrage, match aller | Limerick FC | 1-0   | Finn Harps | Market's Field            |                           |
| 2 novembre 2015      | Kelly 35e   | (1-0) |            | Arbitrage : Robert Rogers | Arbitrage : Robert Rogers |
| 2 novembre 2015      | Rapport     |       |            | Arbitrage : Robert Rogers | Arbitrage : Robert Rogers |

| Barrage, match retour | Finn Harps               | 2-0 a. p. | Limerick FC | Finn Park                                    |                                              |
| 6 novembre 2015 19:45 | Funston 38e · Banda 117e | (1-0)     |             | Spectateurs : 3 200 Arbitrage : Derek Tomney | Spectateurs : 3 200 Arbitrage : Derek Tomney |
| 6 novembre 2015 19:45 | Rapport                  |           |             | Spectateurs : 3 200 Arbitrage : Derek Tomney | Spectateurs : 3 200 Arbitrage : Derek Tomney |

## Affluences
Ce graphique le nombre de spectateurs lors de chaque journée. Il prend en compte la totalité des matchs Premier et First Divisions ajoutés.
- (*) journée avec uniquement les matchs de premier Div.

## Bilan de la saison
| Championnat d'Irlande de football 2015                       |                                                       |
| Champion                                                     | Dundalk Football Club (11e titre)                     |
| Coupes et trophées                                           |                                                       |
| Vainqueur de la Coupe d'Irlande 2015                         | Dundalk Football Club                                 |
| Vainqueur de la Coupe de la Ligue d'Irlande de football 2015 | St. Patrick's Athletic Football Club                  |
| Qualifications continentales                                 |                                                       |
| Ligue des champions de l'UEFA 2016-2017                      | Dundalk Football Club                                 |
| Ligue Europa 2016-2017                                       | Cork City Football Club                               |
| Ligue Europa 2016-2017                                       | Shamrock Rovers Football Club                         |
| Ligue Europa 2016-2017                                       | St. Patrick's Athletic Football Club                  |
| Promotions et relégations                                    |                                                       |
| Promus en Premier Division                                   | Wexford Youths Football Club Finn Harps Football Club |
| Relégués en First Division                                   | Drogheda United Football Club Limerick Football Club  |